# Électricité de Tahiti
Pour les articles homonymes, voir EDT.
Électricité de Tahiti (EDT) est une entreprise privée concessionnaire du service public de l’électricité en Polynésie française. Depuis 1987, EDT est une filiale du groupe Engie (anciennement GDF Suez)  (70 %). La Société monégasque de l'électricité et du gaz, elle-même filiale d'Engie détient 21 % du capital.
EDT intervient dans :
- La production d’électricité d’origine thermique et renouvelable (hydroélectricité et photovoltaïque) ;
- L’exploitation du réseau de transport d’électricité de la Société de transport d'énergie électrique en Polynésie (TEP) dont la Polynésie française est actionnaire majoritaire ;
- La distribution de l’électricité et ses services associés (travaux, éclairage public).

## Historique
La première entreprise de distribution publique d’énergie électrique a été créée en 1910 par Charles Ducorron, à laquelle ont succédé les Établissements Martin et fils, délégataires de la distribution électrique à Tahiti jusqu'à leur transformation en société anonyme Électricité de Tahiti en 1970, devenue filiale de la transnationale Engie en 1987.
La délégation de service public de l'électricité date de 1960, et a été modifiée par avenants plusieurs fois, entre EDT et la Polynésie française, qui ont notamment permis d'en prolonger la durée respectivement pour 20 et 10 ans, portant la date d’échéance du contrat de concession à 2020, puis 2030. 
En contrepartie, EDT a notamment dû étendre son périmètre d'intervention à d'autres îles de Polynésie française, sans augmentation de tarif.
EDT assure ainsi la production et la fourniture d’électricité à Tahiti ainsi que dans dix-neuf autres îles et communes de Polynésie française.

## Production
EDT produit majoritairement l’énergie électrique à partir de centrales thermiques dont la principale, au fioul, se situe dans la vallée de la Punaruu (zone industrielle de Punaauia) ainsi que de centrales hydroélectriques. L'obligation de création, d'exploitation, de développement et de renouvellement de ces centrales figure dans le cahier des charges de la concession de service public d'EDT.
La production d'électricité à partir d'énergies renouvelables est assumée par les filiales d'EDT que sont Coder Marama Nui pour l'hydroélectricité, et Electra pour le solaire photovoltaïque. 
Avec 46 MW installés, la société Coder Marama Nui, détenue par EDT (56,36 %) et par le pays (35,38 %) assure la production d'hydroélectricité à partir d'une vingtaine de petits barrages situés dans six vallées de Tahiti, essentiellement dans la Papenoo, et représente en moyenne 30 % de la production d'électricité globale (soit un peu plus de 197 GWh).
En comptant le solaire photovoltaïque injecté par les producteurs indépendants et par Electra, le mix de production comporte ainsi une part importante d’énergies renouvelables, de l’ordre de 30 à 35 % par an. Le record atteint, sur le périmètre d’Électricité de Tahiti est établi à 70 %, pour la journée du 23 janvier 2019. Ces performances font de la Polynésie française le troisième territoire insulaire du Pacifique Sud en termes de part d'énergies renouvelables dans le mix électrique, ainsi que l'a établi le comparatif réalisé par la Pacific Power Association dans son rapport sur l'année 2015.

## Distribution
EDT, titulaire au départ d’une concession de distribution d’énergie électrique sur la zone urbaine de Tahiti, est également devenue le concessionnaire de la majorité des communes et syndicats intercommunaux de la Polynésie française.
La distribution d'électricité à Tahiti et dans les îles affiliées de Polynésie française bénéficie d'une grille tarifaire établie par la collectivité de Polynésie française, dans le respect d'une formule contractuelle permettant la rémunération du concessionnaire EDT.
Cette grille comprend des efforts de modération tarifaire essentiellement dirigés vers les petits foyers domestiques à faible consommation, et vers les entreprises (abonnés « moyenne tension »).
Cette grille est également progressive pour les clients domestiques : les tranches hautes de consommation sont plus couteuses, de sorte à inciter à la maîtrise des consommations.
Au 1er août 2020, le premier tarif de consommation commence à 17 F/kWh (première tranche de consommation d'un abonné domestique « petit consommateur »), et le tarif le plus élevé s'établit à 35 F/kWh (consommations domestiques au-delà de 240 kWh).
Une incitation à la consommation de nuit existe également pour les usagers en Moyenne tension, disposant de compteurs intelligents permettant de distinguer les horaires de consommation.
Les tarifs de l'électricité en Polynésie française sont plus élevés qu'en métropole, du fait notamment de coûts rendus plus élevés par l'éloignement et l'éclatement du système électrique, ainsi que par l'absence de recours à l'énergie nucléaire. Contrairement aux départements d'outre-mer et à Wallis-et-Futuna, la Polynésie française ne bénéficie pas de la contribution au service public de l'électricité (CSPE), qui permet une péréquation avec les tarifs de la métropole. Les tarifs de l'électricité en Polynésie française sont cependant moins élevés que dans la plupart des systèmes électriques comparables du Pacifique Sud.